# علوم انسانی در ایران
از اول انقلاب رشته‌های مهندسی که جزئی‌نگر و بخشی‌نگر هستند، برای علوم انسانی در ایران تصمیم‌گیری می‌کنند. این امر باعث مسلط شدن افراد سطحی در سطوح تصمیم‌گیری برای مدیریت کشور شده‌است.
جمهوری اسلامی ایران خصوصاً در دهه‌های پس از انقلاب، درست خلاف جهت تفکر و تخیل حرکت می‌کرد، زیرا تفکر که پایه علوم انسانی است با شک و سؤال آغاز می‌شود و تفکر می‌تواند تمام دنیا بلکه خود متفکر را هم زیر سؤال ببرد و همیشه آمادگی دارد تغییر را بپذیرد، به همین دلیل رشد و تعالی علوم انسانی به عنوان خطری برای دوام و بقای نظام محسوب می‌شد.
عبدالکریم سروش در دومین مجمع سالانه انجمن جامعه‌شناسی ایران (۱۳۷۶) در فرهنگستان علوم، به دو عامل اشاره می‌کند که علوم انسانی را ناشناخته و منزوی کرده است:
"نخست ارتباطی است که این علوم با سیاست پیدا می‌کنند و دیگر، ارتباطی که با دین پیدا می‌کنند. هر دوی این عوامل علوم انسانی مَطعون، متهم و مشکوک جلوه داده و عالمان این علوم را، احتمالاً از تحقیق و اظهارنظر و کاوش عالمانه‌ی آزاد تا حدودی باز داشته اند. بعدد از انقلاب فرهنگی نیز ما این معنا را آزمودیم. بنده وقتی در ستاد انقلاب فرهنگی به خدمت اشتغال داشتم؛ قضیه‌ی علوم انسانی مطرح شد و به عینه سوء ظن ناشی از عدم آگاهی افراد نسبت به این علوم را مشاهده کردم."
سروش ادامه می‌دهد که:
"به دلیل سابقه‌ی سوء این علوم و شبهه‌های دینی ایجاد شده از نظر پاره‌ای علما، آن چنان که باید، حرمت و عِلمیتشان مورد قبول نیفتاده است. توجه داشتن به این پیشینه تاریخی و زمینه ذهنی در جامعه، به خصوص در بین علما و عالمان دینی، بسیار حائز اهمیت و حیاتی است. خاصه برای کسانی که می‌خواهند در این زمینه وارد تحقیق جدی و علمی شوند.
در سیستم‌های علمی ایران تحصیل کردگان رشته‌های مهندسی در راس امور قرار می‌گیرند و نه تنها در رشته‌های علوم دقیقه بلکه در رشته‌های علوم اجتماعی و انسانی نیز همین‌طور بوده‌است، بنظر می‌رسد این امر به خودی خود یک اشتباه بزرگ راهبردی است، زیرا این گروه تلاش می‌کنند دیدگاه‌های غیرانعطاف آمیز مهندسی را به حوزه انسانی تعمیم دهند و معمولاً برنامه‌های اجتماعی را پیشنهاد کرده و به پیش می‌برند که نه تنها هزینه‌های سنگین مالی بر جای می‌گذارد بلکه هزینه‌های اجتماعی و سیاسی نیز به همراه دارد و به عکس اهداف مورد نظر می‌رسد. گروه اخیر اغلب دیدی ابزاری نسبت به علم دارند و غالب شدن نظرات آن‌ها باعث نادیده گرفتن قدرت جامعه و نظام‌های اجتماعی شده که نتیجه آن انواع و اقسام مشکلات لاینحل است که در ایران کنونی وجود دارد.
عده‌ای به‌جای نقد مبانی علوم انسانی غربی، اقدام به منکوب کردن اندیشه غربی نموده‌اند. نگرشهایی وجود دارد که چنین تصور کردند که با حذف رشته فلسفه غرب مشکلی از کشور حل می‌شود. غلبه نگرش حذفی به‌جای راه‌حل‌های ایجابی موجب شده که برخی بهترین کار را این بدانند که صورت‌های مسئله را حذف کنند. رشته مطالعات زنان را به‌خاطر اینکه یک سری فمینیست از آن استفاده کردند حذف می‌کنند، رشته فلسفه دین را به خاطر اینکه یک سری افراد ناباب در آن بوده‌اند حذف می‌کنند.
بالاترین سطوح نخبگان کشور در حوزه علوم انسانی کشور آمریکا را برای ادامه تحصیل انتخاب می‌کنند و کشورهای کانادا، انگلیس و فرانسه در اولویت‌های بعدی است.